# Desnude
```

```

Desnude é uma série de televisão brasileira produzida pela Conspiração Filmes e exibida pelo GNT entre 5 e 16 de março de 2018, em 10 episódios sequenciais, de segunda à sexta, às 23:30. Sem elenco fixo, tendo cada episódio uma história diferente, a série é a primeira a ser criada e produzida apenas por mulheres.

## Produção
Em fevereiro de 2018 Laura Neiva, Cláudia Ohana, Maria Luisa Mendonça, Clarice Falcão e Rafaela Mandelli foram as primeiras confirmadas como protagonistas dos episódios. O décimo e último episódio foi reservado para ser documental, mostrando os bastidores da produção.

## Enredo
Sem elenco fixo, cada episódio narra a história de uma mulher diferente, focando-se na sua sexualidade e vida sexual, criando histórias bem humoradas e picantes sobre os desejos e o prazer feminino em uma época onde as mulheres estão no centro do poder e sem medo para buscarem sua própria satisfação sexual, sentimental e profissional.

## Elenco
| Ator/Atriz                 | Papel           | Episódio                |
| -------------------------- | --------------- | ----------------------- |
| Gabriela Carneiro da Cunha | Angela          | Sobre Ontem À Noite     |
| Eduardo Moscovis           | Tomás           | Sobre Ontem À Noite     |
| Elea Mercurio              | Mulher da Festa | Sobre Ontem À Noite     |
| Glaucia Kamlish            | Mulher da Festa | Sobre Ontem À Noite     |
| Natasha Jascalevich        | Mulher da Festa | Sobre Ontem À Noite     |
| Nikolas Antunes            | Homem da Festa  | Sobre Ontem À Noite     |
| Clarice Falcão             | Alice           | Indomável               |
| Alonso Zerbinato           | João            | Indomável               |
| Isabel Fillardis           | Chefe de Alice  | Indomável               |
| Pathy Dejesus              | Laura           | Quarto 111              |
| Cláudia Ohana              | Debora          | Tirando Onda            |
| Matheus Martins            | Davi            | Tirando Onda            |
| Ondina Clais Castilho      | Elisa           | Tirando Onda            |
| Charles Fricks             | Carlos          | Tirando Onda            |
| Maria Luísa Mendonça       | Isabel          | O Jantar Exterminador   |
| Paula Burlamaqui           | Vitória         | O Jantar Exterminador   |
| Rafaella Mandelli          | Bárbara         | Detetive                |
| Gustavo Machado            | Marcelo         | Detetive                |
| Bella Camero               | Amanda          | #Antesdos19             |
| Laura Neiva                | Eva             | Eva                     |
| Luciana Paes               | Cecília         | Playtime                |
|                            |                 | Desnude: O Documentário |